# ZERO+
ZERO+是一個台灣的女子歌唱團體。起始成員有邵庭、安娜、荷希、亞理、妍愷共計五位團員。首部作品是3D寫真書《嬉戲》附同名專輯單曲CD《Sha la la la》，在2010年8月加入“以薰”後成員變為6人。2010年底“亞理”因遠赴海外深造而離開，成員仍為5人。約在11月時再加入另一名新成員“愛瑪”成員變為6人。之後又因“邵庭”個人工作較為繁忙，於2011年7月27日衛視中文台的麻辣天后宮節目中說明已退出團體，成員變回5人。同年10月5日再加入新成員若穎。2011年6月發行第二部作品《女孩‧華麗冒險》EP+寫真日誌，及後成員只剩安娜、愛瑪、以薰，因為各自發展的緣故，已於2014年初解散。

## 團名由來
各有不同特色專長的團員，組成團體化整為零（ZERO），加上正向的無限大（+，PLUS），故團名取作「ZERO+」（ZERO PLUS）；中文團名取其諧音為《鄰家女孩》（零加女孩），強調每個團員的親和性，就像是日常生活中常會遇到的女孩一樣。

## 成員資料

### 現行成員
| 本名   | 藝名 | 英文名 | 出生日期      | 其他 |
| 李宗望 | 安娜 | Anna   | 1984年4月22日 |      |
| 黃芝蓉 | 愛瑪 | Emma   | 1986年3月14日 |      |
| 王鈺馨 | 以薰 | Linna  | 1990年6月23日 |      |

### 中途退出成員
| 本名   | 藝名 | 英文名   | 出生日期       | 其他                                                               |
| 鄧少婷 | 邵庭 | Nikki    | 1985年11月25日 | 2011年退出                                                         |
| 黃雅暄 | 荷希 | Josefina | 1984年12月11日 |                                                                    |
| 俞曉帆 | 亞理 | Winnie   | 1984年6月29日  | 2010年退出                                                         |
| 許蓁蓁 | 妍愷 | Jane     | 1986年5月1日   |                                                                    |
| 陳若穎 | 若穎 | Haze     | 1985年3月30日  | 2013年初退出，現為微風集團旗下廣場模特兒及旗下團體『Breeze』的成員 |

## 作品

### 音樂作品
| 發行日期   | 作品名稱                     |
| 2010.07.03 | 《嬉戲》EP+寫真日誌          |
| 2011.06.22 | 《女孩‧華麗冒險》EP+寫真日誌 |

### 代言
| 年份   | 代言主題                         |
| 2011年 | 遊戲-神鑰王Online                |
| 2011年 | 華歌爾莎薇就愛冰淇淋系列         |
| 2011年 | 資生堂安耐曬活動代言             |
| 2011年 | 華歌爾莎薇秋冬幸運色系列平面代言 |

### 主持
| 主持任期   | 播出頻道             | 節目名         | 參與團員       |
| 2014年至今 | MY 101綜合台 YouTube | 《電玩宅速配》 | 以薰 安娜 愛瑪 |

### 戲劇
| 播出日期 | 播出頻道 | 劇名                              | 參與團員及飾演角色                        |
| 2009年   | 大愛電視 | 《幸福的起點》                    | 若穎飾演 Vicky                            |
| 2011年   | 痞客邦   | 網路偶像劇《四人三床》            | 安娜飾演 小童                             |
| 2011年   | 超視     | 單元偶像劇《33故事館-宅配男女》   | 安娜飾演 郁如                             |
| 2011年   | 超視     | 單元偶像劇《33故事館-YO天使》     | 妍愷飾演 曉婷                             |
| 2011年   | 超視     | 單元偶像劇《33故事館-假面巧克力》 | 以薰飾演 小啵                             |
| 2011年   | 超視     | 單元偶像劇《33故事館-相戀無罪》   | 愛瑪飾演 淑君                             |
| 2011年   | 超視     | 單元偶像劇《33故事館-男賓止步》   | 安娜飾演 阿莫 以薰飾演 爐子 妍愷飾演 曉莉 |
| 2011年   | 超視     | 單元偶像劇《33故事館-幸福的條件》 | 安娜飾演 小曼 以薰飾演 羅珊               |
| 2011年   | 台視     | 偶像劇《勇士們》                  | 安娜飾演 李安娜                           |
| 2012年   | 台視     | 八點檔《女人花》                  | 許蓁蓁飾演 Banana                         |
| 2016年   | 台視     | 八點檔《加油!美玲》               | 許蓁蓁飾演 劉夢娟                         |
| 2017年   | 台視     | 八點檔《牡丹花開》                | 許蓁蓁飾演 秀秀                           |

### 演唱會
| 時間       | 名稱                                  |
| 2011.08.27 | 《百年慶典百聽不厭2011 Bling!Bling!》 |
| 2011.10.01 | 《寵愛動物音樂演唱會 》               |
| 2011.11.25 | 《全民圓滿臺中政精彩演唱會 》         |

### 活動出席
| 日期                  | 活動名稱                     | 活動地點 |
| 2010.04.16            | 蘋果電視台開台記者會         | 台北     |
| 2010.07.09~2010.07.10 | 世貿加盟展                   | 台北     |
| 2010.08.26            | 《實習大明星》電影首映記者會 | 台北     |
| 2010.10.31            | 正官莊25D記者會              | 台北     |
| 2010.12.01            | 林俊傑《她說》音樂電影首映會 | 台北     |
| 2010.12.04            | 亞太影展頒獎典禮             | 台北     |
| 2010.12.27            | 超視偶像劇-33故事館記者會    | 台北     |
| 2011.06.28            | 《棄城Z108》電影殺青記者會   | 台北     |
| 2011.08.04            | 《敗金女王》情人節快閃活動   | 台北     |
| 2011.09.24            | 三立電視台家庭日活動         | 台北     |

### 活動表演
| 日期                  | 活動名稱                                 | 活動地點                                         |
| 2010.08.05            | 電腦應用展AMD開幕表演                    | 世貿一館                                         |
| 2010.08.14            | 台南永康市情人節晚會                     | 台南永康市(永康公園)                             |
| 2010.10.08            | 華歌爾40週年慶暨尾牙表演                 | 台北                                             |
| 2011.01.14            | 中華網龍尾牙                             | 台北                                             |
| 2011.01.02            | 黃金城尾牙                               | 台北                                             |
| 2011.01.22            | 創見科技尾牙                             | 台北                                             |
| 2011.02.02            | 景碩科技尾牙                             | 台北                                             |
| 2011.03.11            | 資生堂ANESSA 記者會                      | 台北                                             |
| 2011.03.12            | 彰化生活藝術季開幕                       | 彰化文化局                                       |
| 2011.03.18            | 師大就業博覽會                           | 台北師範大學                                     |
| 2011.04.03~2011.04.04 | 澳門威尼斯人慈善表演                     | 澳門                                             |
| 2011年5月~2011年7月   | 資生堂安耐晒全省活動出席                 | 台北、新竹、台南、台中                           |
| 2011.06.08            | 華歌爾莎薇Air Cool就愛冰淇淋記者會       | 大直美麗華                                       |
| 2011年6月~2011年8月   | 華歌爾莎薇Air Cool就愛冰淇淋全省活動出席 | 高雄、中壢、桃園、台中新光、台中中友、台北信義A8 |
| 2011.07.02            | 淡水慢活節                               | 淡水                                             |
| 2011.08.06            | 華義國際嘉年華                           | 台大體育館                                       |
| 2011.08.27            | 台中市百年慶典百聽不厭Bling!Bling!演唱會 | 台中市政府                                       |
| 2011.08.29            | 華歌爾秋冬新品發表會                     | 台北                                             |
| 2011.09.10            | 頭份鄉公所中秋晚會                       | 頭份萬月廣場                                     |
| 2011.11.02            | 中時集團旺車網開台表演                   | 台北                                             |
| 2011.11.14            | 五十甲婚宴                               | 桃園                                             |
| 2012.01.05            | 雙聯網尾牙                               | 內湖                                             |
| 2012.01.07            | 女生天下時裝秀                           | 香港                                             |
| 2012.01.10            | 創見科技尾牙                             | 台北                                             |
| 2012.01.17            | 五十甲尾牙                               | 台北                                             |
| 2012.01.20            | 飛宏科技尾牙                             | 內湖                                             |

### 校園表演
| 日期       | 學校名稱            |
| 2010.06.03 | 中國醫藥大學        |
| 2010.10.16 | 義守大學            |
| 2011.05.04 | 成功工商            |
| 2011.06.04 | 大安高工            |
| 2011.10.05 | 遠東科技大學        |
| 2011.10.19 | 正修科技大學        |
| 2011.12.22 | 台首大&台南真理大學 |

## 相關網站
- 成員官方粉絲團：
  - Anna安娜的Facebook專頁
  - Linna以薰的Facebook專頁
  - Emma愛瑪的Facebook專頁
  - Nikki邵庭的Facebook專頁
  - Jane妍愷的Facebook專頁
  - Haze若穎的Facebook專頁
  - Josefina荷希的Facebook專頁